# Drjanka
Drjanka (bulgariska: Дрянка) är ett distrikt i Bulgarien.   Det ligger i kommunen Obsjtina Banite och regionen Smoljan, i den södra delen av landet, 190 km sydost om huvudstaden Sofia.
I omgivningarna runt Drjanka växer i huvudsak blandskog. Runt Drjanka är det ganska glesbefolkat, med 35 invånare per kvadratkilometer.